# Ploegenklassement Ronde van Spanje
Het gele rugnummer is het nummer dat gedragen wordt door leidende team in de Ronde van Spanje. Sinds 2005 wordt er gestreden om het ploegenklassement. Voor het ploegenklassement worden de totale tijden van de beste 5 renners van een team bij elkaar opgeteld. Het team dat daarbij de snelste tijd heeft is de klassementsleider.
Dit klassement is het vaakst gewonnen door de Spaanse ploeg Team Movistar. Dit team won het klassement in 2007, 2008 (beide jaren onder de naam Caisse d'Epargne), 2012, 2015, 2018, 2019 en 2020.

## Winnaars
- 2005:  Comunitat Valenciana
- 2006:  Discovery Channel
- 2007:  Caisse d'Epargne
- 2008:  Caisse d'Epargne
- 2009:  Xacobeo Galicia
- 2010:  Katjoesja
- 2011:  Geox-TMC
- 2012:  Team Movistar
- 2013:  Euskaltel-Euskadi
- 2014:  Katjoesja
- 2015:  Team Movistar
- 2016:  BMC Racing Team
- 2017:  Astana Pro Team
- 2018:  Movistar Team
- 2019:  Movistar Team
- 2020:  Movistar Team
- 2021:  Bahrain-Victorious
- 2022:  UAE Team Emirates
- 2023:  Jumbo-Visma
- 2024:  UAE Team Emirates

 winnaars · rode trui · 
 puntenklassement · 
 bergklassement · 
 combinatieklassement · 
 jongerenklassement · 
 ploegenklassement · 
 strijdlust

 Belgische leiderstruidragers · etappewinnaars

 Nederlandse leiderstruidragers · etappewinnaars
1935 · 1936 · 1937 · 1938 · 1939 · 1940 · 1941 · 1942 · 1943 · 1944 · 1945 · 1946 · 1947 · 1948 · 1949 · 1950 · 1951 · 1952 · 1953 · 1954 · 1955 · 1956 · 1957 · 1958 · 1959 · 1960 · 1961 · 1962 · 1963 · 1964 · 1965 · 1966 · 1967 · 1968 · 1969 · 1970 · 1971 · 1972 · 1973 · 1974 · 1975 · 1976 · 1977 · 1978 · 1979 · 1980 · 1981 · 1982 · 1983 · 1984 · 1985 · 1986 · 1987 · 1988 · 1989 · 1990 · 1991 · 1992 · 1993 · 1994 · 1995 · 1996 · 1997 · 1998 · 1999 · 2000 · 2001 · 2002 · 2003 · 2004 · 2005 · 2006 · 2007 · 2008 · 2009 · 2010 · 2011 · 2012 · 2013 · 2014 · 2015 · 2016 · 2017 · 2018 · 2019 · 2020 · 2021 · 2022 · 2023 · 2024 · 2025